# イサク・ハンセン＝アーロン
イサク・ハンセン＝アーロン（Isak Hansen-Aarøen, 2004年8月22日 - ）は、ノルウェーのトロムス県トロムソ出身のプロサッカー選手。ブンデスリーガのヴェルダー・ブレーメン所属。ポジションはミッドフィールダーまたはフォワード。

## 経歴

### プロキャリア初期
幼少期からトロムソILのユースアカデミーでプレーしていた。2019年にはノルウェーサッカー協会、TV2、エクイノールが主催したコンテストにて、15歳以下の最優秀選手賞を受賞した。
2020年7月6日、トロムソのトップチームの試合に途中出場し、同クラブ史上最年少となる15歳323日でプロデビューした。
プレミアリーグのリヴァプールFCやエヴァートンFCでのトライアルを経て、2020年8月にマンチェスター・ユナイテッドFCのユースアカデミーに加入した。9月29日にはU-21チームでEFLトロフィーのロッチデールAFC戦に出場した。10月2日にはU-23チームでプレミアリーグ2のブラックバーン・ローヴァーズFC戦に出場した。
2021年8月27日にプロ契約を結んだ。。
ユナイテッドのトップチームでの出場がないまま、移籍期限当日の2024年2月1日に、ブンデスリーガのヴェルダー・ブレーメンへ完全移籍した。

## 代表歴
U-15から世代別のノルウェー代表に選出されている。
2020年2月20日、U-16のスロバキア戦でハットトリックを記録した。

## 個人成績

### クラブ
| クラブ     | シーズン | リーグ           | リーグ戦 | リーグ戦 | カップ戦 | カップ戦 | リーグ杯 | リーグ杯 | 国際大会 | 国際大会 | その他 | その他 | 合計 | 合計 |
| クラブ     | シーズン | リーグ           | 出場     | 得点     | 出場     | 得点     | 出場     | 得点     | 出場     | 得点     | 出場   | 得点   | 出場 | 得点 |
| ---------- | -------- | ---------------- | -------- | -------- | -------- | -------- | -------- | -------- | -------- | -------- | ------ | ------ | ---- | ---- |
| トロムソIL | 2020     | アデコリーガエン | 7        | 0        | -        | -        | -        | -        | -        | -        | -      | -      | 7    | 0    |
| 総通算     | 総通算   | 総通算           | 7        | 0        | -        | -        | -        | -        | -        | -        | -      | -      | 7    | 0    |